# Kruja
Kruja történelmi jelentőségű kisváros Albánia középső részén, az azonos nevű Krujai kerület székhelye. Lakossága mintegy 21 800 fő (2006-os becslés).
Kruja vára az albán nép egyik nemzeti szimbóluma: a 15. századi hős, Kasztrióta György (más néven Szkander bég) szülőhelye és hadiszállása, amely közel harminc éven keresztül verte vissza az oszmán sereg támadásait.

## Fekvése
A kisváros Tiranától 20 kilométerre északra, magasra törő, komor hegyek között, bő forrású vidéken található (a város albán nevének eredeti jelentése: „forrás”).

## Története

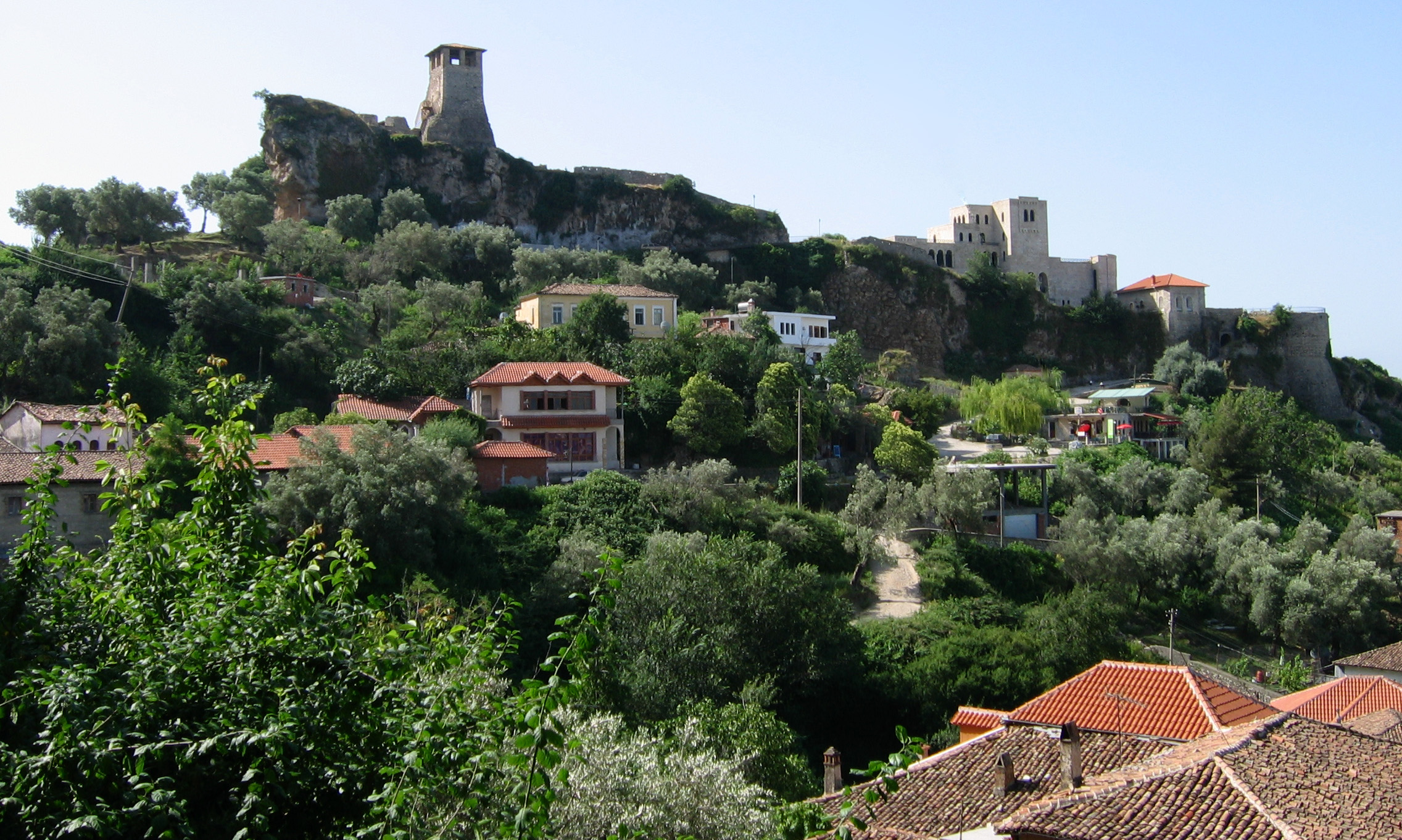
Kruja vára

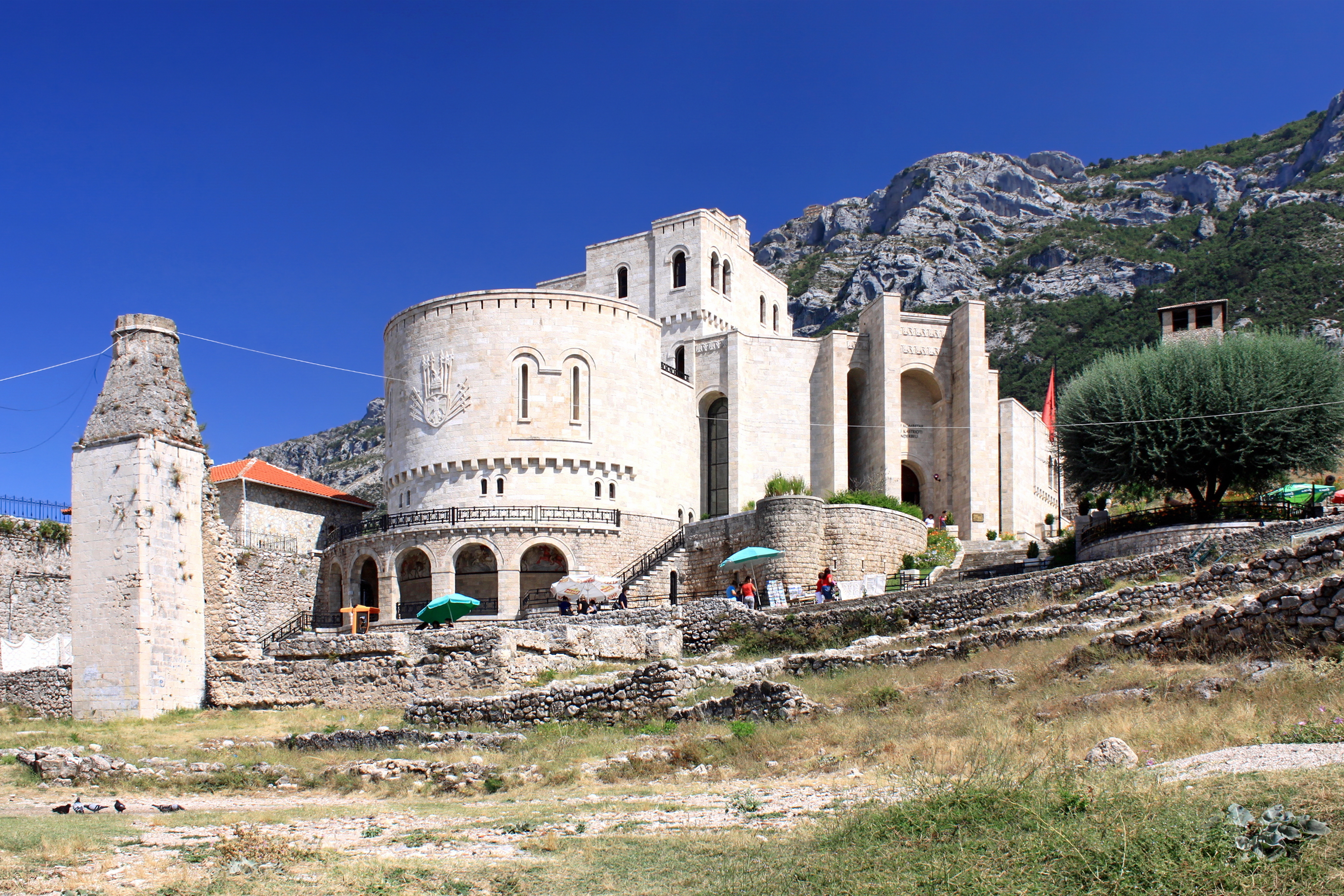
A Kasztrióta György Nemzeti Múzeum

E stratégiailag kiválóan védhető ponton az i. e. 3. században az illírek építettek erősséget Zgërdhesh néven, amelynek helyén a Bizánci Birodalom a 4–5. században egy jóval kiterjedtebb várat emelt. A 9. században Arbanon néven mint püspöki székhelyet említik a várost. A vár a 12. századra nyerte el végső alakját, amikor a bizánciak helyőrséget telepítettek ide. 1190-ben azonban át is adták a várat az albán feudális arisztokráciának, akik Kruja központtal kikiáltották a független Arbëria fejedelemséget. Első uralkodójuk Progon arkhón volt (1190–98), akit fia, Gjin (1198–1206), majd annak öccse, Dhimitër (1206–16) követett a trónon. Halála után a terjeszkedő Epiruszi Despotátus bekebelezte a rövid életű albán államkezdeményt. 1230-tól tíz évig bolgár, majd ismét epiruszi fennhatóság alatt állt, de a következő évszázadokban is többször gazdát cserélt a város, amikor is 1415-ben az Oszmán Birodalom helyőrséget létesített a várban. Az itt született Kasztrióta György éppen ebben az évben került túszként Konstantinápolyba, s a szultán katonai szolgálatába állt. 1443-ban, a Porta Hunyadi János ellen folytatott hadjáratakor megszökött a katonai táborból, visszatért Krujába és 1444-ben az oszmánellenes albán nemzeti mozgalom élére állt. Hadiszállásának szülővárosát és annak fellegvárát választotta, amely hamarosan a Porta albániai törekvéseinek legjelentékenyebb kerékkötőjévé és a legkívánatosabb hadizsákmánnyá vált.
A vár első ostroma 1450 májusában vette kezdetét, amelynek során 150 ezres oszmán sereg vonult Kruja alá. Miután hadnagya és bizalmasa, Kont Urani (másik nevén Vrana Konti) vezetésével Kasztrióta 1500 embert hátrahagyott a vár védelmére, ő maga pedig 16 000 emberével, folyamatos támadásaival, rajtaütéseivel, a hadtápszállítmányok sorozatos szétverésével szeptemberre demoralizálta II. Murád táborát. Ezzel párhuzamosan járvány ütötte fel a fejét a törökök között, 20 000 emberüket elveszítették, így az ostromot feladva Edirnébe vonultak, ahol Murád még a tél folyamán meg is halt. Fia és utódja, II. Mehmed 1466-ban ismét ostrom alá vette a Tanush Topia parancsnokságával, 4400 katona által védett krujai várat. Pár hónap elteltével Mehmed belátta, hogy nem reménykedhet a sikerben, és visszatért Konstantinápolyba, bár Balabán pasa vezetésével hátrahagyott 40 ezer embert, hogy folytassák az ostromot, és az ostromlók támogatására erőddel védett katonai tábort építtetett a mai Elbasanban. Mindettől függetlenül e második ostrom sem járt sikerrel, a Krujához érkező Kasztrióta a korban csúcstechnikának számító lőfegyverei segítségével szétkergette a törököket, s a csatában maga Balabán pasa is elesett. Pár hónappal később, 1467-ben II. Mehmed ismét Kruja alá vonult, ám ezúttal gondosabban eltervezték a vár bevételének mikéntjét. Míg egyes csapatok folyamatos ostrom alatt tartották a várat, s lekötötték a várvédők figyelmét, nagyszámú oszmán seregek érkeztek a térségbe a Balkán-félsziget egész területéről azzal a céllal, hogy egész Albániát ellenőrzésük alá vonják. Ezzel elvágták Kasztrióta utánpótlási útvonalait és behatárolták a mozgásterét. Időközben Szkander bég Lezhában maláriás lett és 1468. január 17-én meghalt. Az albán seregek vezetését Lekë Dukagjini vette át, és Shkodránál szétverte az egyesült török sereget, Kruja ezzel a hadi fordulattal harmadszor is megmenekült az oszmán igától. Tíz év elteltével, 1478-ban II. Mehmed ismét tűz alá vette Kruja várát. Az elhúzódó ostrom során az utánpótlási vonalaitól elvágott albán várvédők kiéheztek és demoralizálódtak, és hosszú ostromot követően 1478. június 16-án átadták a várat a szultánnak, cserébe szabad, bántatlan távozásukat kérve. Amikor azonban családjaikkal együtt, lefegyverezve elhagyták a várat, az oszmánok megszegték ígéretüket, a férfiakat legyilkolták, a nőket és a gyerekeket pedig rabságba vetették. Kruja bevételével Albániában már csak Shkodra állt ellen a törökök nyomásának, de egy évvel később onnan is kiverték a város urait, a velenceieket.
Immár a vár birtokosaiként a törökök új nevet adtak a városnak (Akçahisar), megerősítették és gyakorlatilag bevehetetlenné tették a falakat, ám az 1617-es földrengés súlyos károkat okozott a védelmi rendszerben, többek között maga a citadella is összeomlott, s a sasfészek korábbi harcászati jelentőségét elveszítette.

## Látnivalók

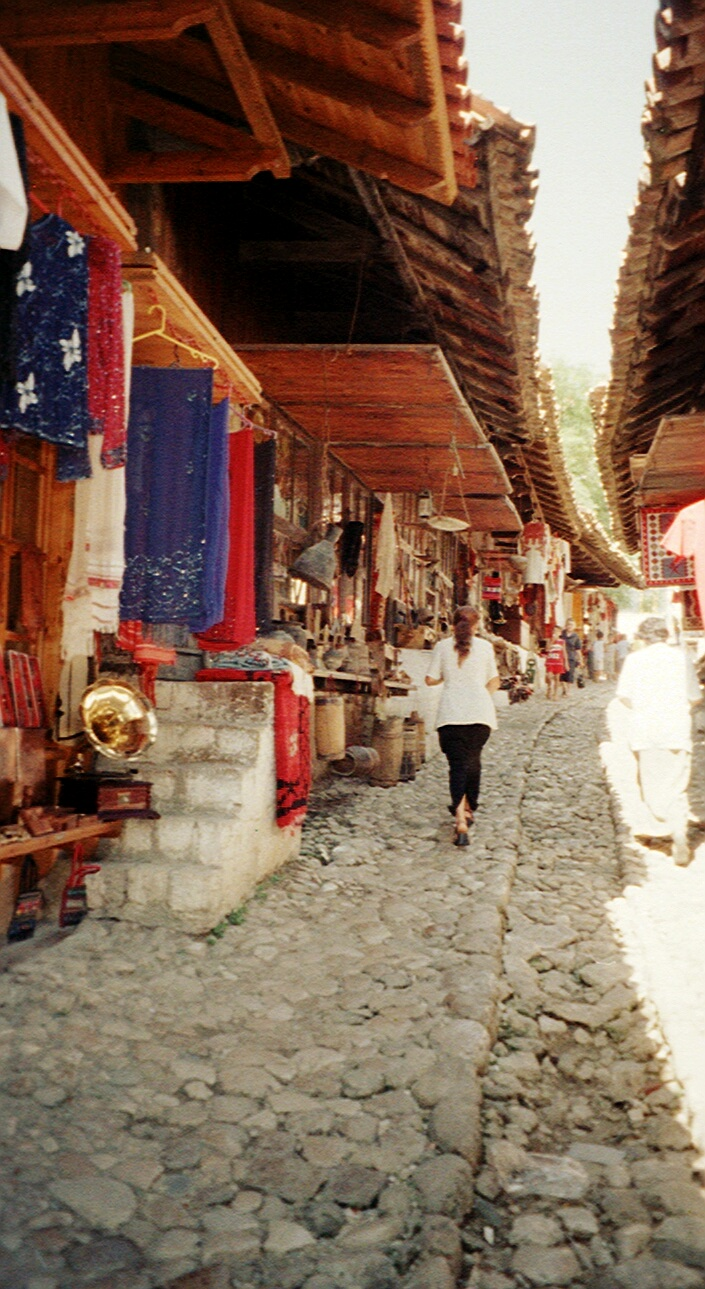
Kruja bazárja

Kruja városát történelmi jelentősége és festői fekvése miatt sok turista keresi fel. A városka történeti emlékei a szinte teljes hosszában bejárható középkori várfalmaradványok és a 20. században felújított citadella, valamint a 19. századi, szűk sikátoros bazár. (Érdekességként megemlítendő, hogy a Kasztrióta György Nemzeti Múzeumnak helyet adó épület tervei Enver Hoxha leánya, az építész Pranvera Hoxha nevéhez fűződnek.) A várfalak övezte területen található az albán alapítású muszlim szekta, a bektási rend kis imaháza (Dollma teqe) és egy törökfürdő is.

## Testvérvárosok
- Cortona, Olaszország